# 拉斯阿尼马斯 (科罗拉多州)
拉斯阿尼马斯（英語：Las Animas），是美国科罗拉多州本特县下属的一座城市。建市于1886年5月15日，面积大约为1.496平方英里（3.874平方公里）。根据2010年美国人口普查，该市有人口2,410人。2011年估计该市有人口2,369人，相比2010年人口增长率为-1.70%。同时，论人口该市是科罗拉多州第104大城市。